# Astrid Roos
 (octobre 2017).
Si vous disposez d'ouvrages ou d'articles de référence ou si vous connaissez des sites web de qualité traitant du thème abordé ici, merci de compléter l'article en donnant les références utiles à sa vérifiabilité et en les liant à la section « Notes et références ».
Pour les articles homonymes, voir Roos.
Astrid Roos est une actrice franco-luxembourgeoise née à Paris.

## Biographie

### Formation
En parallèle à une licence en psychologie à l'université Paris-Descartes ainsi qu'une double licence d'études théâtrales et de cinéma à l'université Sorbonne-Nouvelle - Paris 3, elle entame une carrière de comédienne.

### Carrière
Elle tourne son premier rôle dans la série Sweet Dream, réalisée par Jean-Philippe Amar pour Canal+, avec notamment Félix Moati et François Civil. Très vite, elle joue dans d'autres séries françaises et décroche les rôles principaux dans des films étrangers tels que Tanjaoui de Moumen Smihi, (sélectionné au Festival international du film de Marrakech), et Laskar Pelangi de Benni Setiawan en 2013, en Indonésie.
Elle devient ensuite Talents Cannes Adami 2015 pour Service de nettoyage de Clément Michel.
Puis elle n'aura de cesse d'alterner les plateaux de cinéma et les planches de théâtre.
À partir de 2016, elle joue dans Maris et Femmes de Woody Allen au Théâtre de Paris, dans une mise en scène de Stéphane Hillel. La distribution rassemble Florence Pernel, José Paul, Hélène Médigue, Emmanuel Patron, Marc Fayet et Alka Balbir. La pièce est nommée au Molières de la Meilleure Comédie 2016.
C'est en 2017 qu'elle tourne pour la première fois en anglais, dans Dark Justice de Pol Cruchten, pour lequel elle est nommée en tant que meilleure actrice au Filmpräis 2018.
Elle poursuit avec Dreamland du réalisateur canadien Bruce MacDonald, aux côtés de Juliette Lewis, Stephen McHattie et Henry Rollins.
Puis elle tourne dans le premier long-métrage français en Réalité Virtuelle, Fan Club de Vincent Ravalec, avec Sylvie Testud, Denis Lavant, Arthur H et la voix de Matthieu Kassovitz.
Elle revient en 2018 au Théâtre de Paris dans La Garçonnière de Billy Wilder, mise en scène par José Paul, avec Guillaume de Tonquédec, Claire Keim et Jean Pierre Lorit (pièce nommée dans 6 catégories lors de la cérémonie des Molières).
Elle interprète ensuite le rôle principal, de nouveau en anglais, dans le film Echoes of The Past, réalisé par Nicholas Dimitropoulos, avec Max Von Sydow, (tournage entre la Grèce et l'Allemagne), sorti en 2021.
En 2019, elle joue Desdémone dans une nouvelle mise en scène,  par Loic Bretaud, d'Othello de William Shakespeare. Puis elle enchaine avec la pièce de Sébastien Castro au Théâtre Fontaine, J'ai envie de toi, mise en scène par José Paul.
En 2021, on peut la voir dans la série Canal+ Paris Police 1900, réalisée par Julien Despaux, avec Jérémie Laheurte, Evelyne Brochu, Thibaut Evrard, Marc Barbé, Eugénie Derouand, Patrick D'Assumçao...
En 2024, elle est à l’affiche d’une nouvelle série Netflix, Winter Palace, réalisée par Pierre Monnard, dans laquelle elle interprète l’un des rôles principaux.

## Filmographie

### Cinéma

#### Longs métrages
- 2012 : Tanjaoui de Moumen Smihi
- 2013 : Laskar Pelangi 2: Edensor de Benni Setiawan : Katya
- 2016 : Wa'alaikumussalam Paris de Benni Setiawan : Camille
- 2018 : Justice Dot Net de Pol Cruchten : Valerie Gauthier
- 2018 : Fan Club de Vincent Ravalec : Florence
- 2018 : Dreamland de Bruce MacDonald : Sugar
- 2021 : Kalávryta 1943 de Nikólas Dimitrópoulos : Caroline Martin
- 2022 : Mon héroïne de Noémie Lefort : Dominique

#### Courts métrages
- 2013 : Manon de Quentin Montagne : Manon Duval
- 2015 : Service de nettoyage de Clément Michel : Jessica
- 2016 : Joujou de Charline Bourgeois-Tacquet : Stéphane
- 2017 : Supple Hearts de Samantha Casia Kaiza-Williams : Une fille
- 2018 : Le bruit de la mer de Géraldine Mari : Elena
- 2019 : Plus une (Je suis nous toutes) de Kevin Meffre : Elle
- 2019 : À terre d'Arnaud Mizzon : Chloé
- 2021 : Princesse de Jérusalem de Guillaume Levil et Nicolas Paban : Alice
- 2021 : Deus Ex Machina de Jessy Langlois

### Télévision

#### Séries télévisées
- 2009 : Les Majorettes : Catherine jeune
- 2009 : Sweet Dream : Sandra
- 2011 : Section de recherches : Julie
- 2015 : Meurtres à La Rochelle : Candice Larcher
- 2016 : Section Zéro : Une infirmière
- 2016 / 2018 : Commissaire Magellan : Aude Lamarre / Nadège Marval
- 2017 : Seltsam : Stella
- 2018 : Profilage : Louisa Salin
- 2021 : Paris Police 1900 : Hélène Chagnolle
- depuis 2023 : Master Crimes : Mia Delaunay
- 2024 : Winter Palace de Pierre Monnard : Isobel Fairfax

#### Téléfilms
- 2015 : Tom au pays du Père Noël de Christophe Guérinel : Elf Isaure
- 2018 : La Garçonnière de Dominique Thiel : Mlle Patterson
- 2021 : Escape de Stefan Carlod et Valentin Vincent : Céline
- 2022 : Meurtres à Pont-Aven de Stéphane Kappes : Marion Darosa

## Théâtre
- 2014 : Antigone de Jean Anouilh, mise en scène de Barbara Fangasse : Ismène
- 2015 : Ruy Blas de Victor Hugo, mise en scène de Guillaume Carrier : La Reine d'Espagne, Doña Maria de Neubourg, Théâtre du Vésinet (création)
- 2015 : American Psycho de Bret Easton Ellis, mise en scène de Stéphane Anière : Courtney, Vingtième Théâtre
- 2015 : Bobby Fischer vit à Pasadena de Lars Norén, mise en scène de Philippe Baronnet : Ellen, Scènes Nationales
- 2016 : Maris et Femmes de Woody Allen, mise en scène de Stéphane Hillel : Sam, Théâtre de Paris
- 2018 : La Garçonnière de Billy Wilder, mise en scène José Paul : Miss Paterson, Marilyn, Sylvia, Théâtre de Paris
- 2019 : Othello de William Shakespeare, mise en scène Loic Bretaud : Desdémone)
- 2019 : J'ai envie de toi de Sébastien Castro, mise en scène José Paul : Julie, Théâtre Fontaine
- 2023-2024: Faut-il séparer l’Homme de l’Artiste?, mise en scène Étienne Gaudillère Théâtre des Carmes

## Distinctions

### Nominations
- 2015 : Talent Cannes Adami
- 2018 : Meilleure interprétation au Filmpräis pour le rôle de Valérie Gauthier dans Justice Dot Net